# Alicia Fenieux
Alicia Fenieux Campos es una escritora y periodista chilena. 

## Biografía
Titulada en la Universidad de Chile en 1982, Alicia comenzó su vida laboral como reportera de prensa en Canal 11. Tres años más tarde comenzó a trabajar en canal de televisión TVN donde permaneció durante dieciocho años, participando en la creación de programas emblemáticos tales como "El mirador" y "Temas". En aquellos programas participó con Mercedes Ducci, Patricio Bañados, Nibaldo Mosciatti, Andrea del Orto, Gabriela Tessmer y Patricia Scantlebury entre otros.
En los últimos años, ha publicado seis libros de ciencia ficción llamados: La chica del café virtual, Cita en la burbuja, Futuro imperfecto, Future Imperfect, su primera novela Amor de clones y Una vida encantadora. Futuro imperfecto recibió el patrocinio de la Comisión Nacional Chilena de Cooperación con la UNESCO.
Es considerada una de las pocas mujeres chilenas dedicada a la distopía.
Ha participado en talleres literarios impartidos por Ana María Güiraldes y el autor Marcelo Simonetti. 
Es casada y tiene dos hijos.
En el año 2016 obtuvo el premio "Mejor novela inédita" del Consejo Nacional de la Cultura y las Artes, en el mismo año el libro "Futuro imperfecto" fue traducido al inglés y publicado en España. En el año 2018 fue invitada a participar en la antología "Las otras" con su cuento "Irisol" presentado en España por Ursula K. Le Guin.

## Libros
- 2010, La chica del café virtual
- 2012, Cita en la burbuja
- 2014, Futuro imperfecto
- 2016, Amor de clones
- 2017, Una vida encantadora
- 2023, Extintas

## Premios
- 2010, Cuento “Zapallar, verano de 2070”, finalista en el Concurso Bicentenario, forma parte de la antología “Semillas para la Memoria”.[2][3][4]

- 2011, Mención Honrosa del Premio Municipal de Literatura en el género cuentos (Municipalidad de Santiago) por su libro "La mujer del café virtual".

- 2016, Premio unánime a la mejor novela inédita (Premio mejores obras literarias, Consejo Nacional del Libro y la Lectura) por su libro "Amor de clones".

- 2017, Segundo lugar en categoría cuentos de ficción en español ( North Texas Book Festival ) por su libro "Una vida encantadora".